# Distrito de Andaray

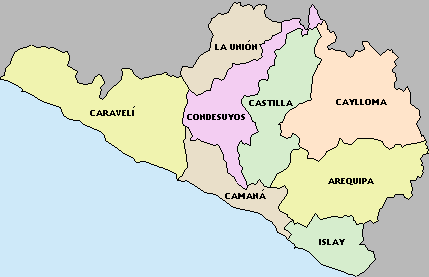
Provincias de Arequipa

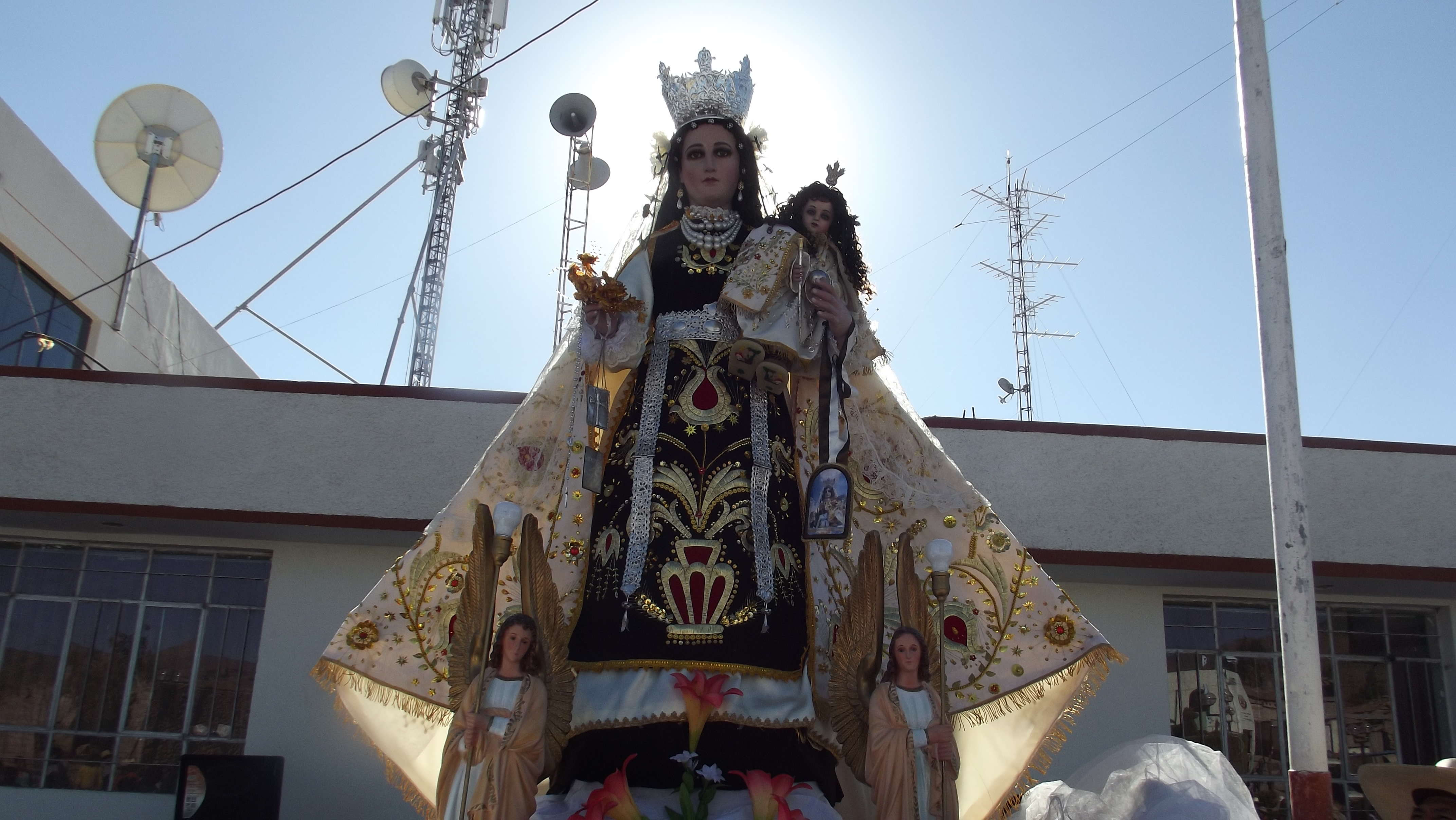
Virgen del Carmen, Patrona de Andaray

El distrito de Andaray es uno de los ocho distritos que conforman la provincia de Condesuyos en el departamento de Arequipa, bajo la administración del Gobierno regional de Arequipa, en el sur del Perú.
Desde el punto de vista jerárquico de la Iglesia católica forma parte de la Prelatura de Chuquibamba en la Arquidiócesis de Arequipa.

## Historia
Aquel famoso pueblo llamado Huamanmarca que tuvo su auge en la época colonial y que fue escenario según la leyenda de los hechos del Manchay Puito. Este pueblo quedó despoblado y hoy sólo quedan algunos vestigios.
Distrito creado por ley de 2 de enero de 1857, en el gobierno del Presidente Ramón Castilla.

## Geografía
Geográficamente se encuentra en las coordenadas: Latitud 15°47’38.82” Sur, Longitud 72°51’30.958”Oeste y a una altitud de 3050 m s. n. m.

## Centros poblados
La Comunidad campesina de Ochuro. Con una altitud de 2309 m s. n. m.

## Economía
Distrito potencialmente agrícola, ganadero y turístico que además posee terrenos que no se siembran por falta de agua.

## Atractivos turísticos
- Iglesia parroquial católica, construida de sillar blanco y rosado, con obras artísticas en su interior.
- Tumbas de Ccopán.
- Ruinas de Tumpullo.
- Ruinas de Suñihuilca.

## Autoridades

### Municipales
- 2023 - 2026[4]
  - Alcalde: Henrry Edisson Llerena Llerena

Alcaldes anteriores
- 2003-2006:[5] Galo Miguel Sarmiento Sánchez, por el Partido Acción Popular.
- 2007-2010:[6] Galo Miguel Sarmiento Sánchez, por el Partido Aprista Peruano.
- 2011-2014:[7] Berardo Jesús Carrazco Castro, del Movimiento Condesuyos Progresa (CP).
- 2015-2018: Silvio Moises Granda Revilla, del Movimiento Arequipa Renace.
- 2019-2022: Galo Miguel Saramiento Sanchez, por el partido Arequipa Transformación

## Festividades
- Carnavales.
- Virgen del Carmen.